# Ставяни (Свентокшиське воєводство)
Ставяни (пол. Stawiany) — село в Польщі, у гміні Кіє Піньчовського повіту Свентокшиського воєводства.
Населення — 317 осіб (2011).
У 1975-1998 роках село належало до Келецького воєводства.

## Демографія
Демографічна структура на день 31 березня 2011 року:
|          | Загалом | Допрацездатний вік | Працездатний вік | Постпрацездатний вік |
| -------- | ------- | ------------------ | ---------------- | -------------------- |
| Чоловіки | 167     | 35                 | 107              | 25                   |
| Жінки    | 150     | 27                 | 70               | 53                   |
| Разом    | 317     | 62                 | 177              | 78                   |